# Montpellerenc
El Montpellerenc (Montpelhierenc en occità,  és un Parçan o comarca d'Occitània  La seva vila principal és Montpeller, capital del departament de l'Erau.
Segons la proposta de divisió territorial d'Occitània del diari Jornalet, basada en l'obra de Frederic Zégierman Le Guide des pays de France, el Montpellerenc  estaria ubicat a la regió del Llenguadoc, subregió del Baix Llenguadoc.
La variant sub-dialectal de l'occità que s'hi parla també s'anomena montpellerenc.